# Avon (Dakota Południowa)
Avon – miasto w Stanach Zjednoczonych, w stanie Dakota Południowa, w hrabstwie Bon Homme.